# .bh
.bh ist die länderspezifische Top-Level-Domain (ccTLD) Bahrains. Sie existiert seit dem 1. Februar 1994 und wird vom ortsansässigen Unternehmen Batelco verwaltet. Die Technologie für die Verwaltung von .bh stellt die österreichische Vergabestelle nic.at zur Verfügung.

## Eigenschaften
Es werden Registrierungen sowohl auf zweiter als auch auf dritter Ebene akzeptiert. Nur Staatsbürger und Unternehmen mit Sitz in Bahrain dürfen eine .bh-Adresse beantragen, das gilt auch für den administrativen Ansprechpartner. Zudem muss eine Telefonnummer bei einem regionalen Telekommunikationsunternehmen in Bahrain nachgewiesen werden. Es existieren die folgenden Domains auf zweiter Ebene:
- com.bh für kommerzielle Unternehmen
- edu.bh für Bildungseinrichtungen
- gov.bh für die bahrainische Regierung
- org.bh für gemeinnützige Organisationen

## Weblink
- Offizielle Website der Vergabestelle Batelco